# Alhama (Comarca)
Die Comarca de Alhama ist eine der 10 Comarcas in der Provinz Granada.
Die im Westen der Provinz gelegene Comarca umfasst 13 Gemeinden mit einer Fläche von 975,71 km².

## Lage
| Loja           |                                             | Vega de Granada |
|                | Kompassrose, die auf Nachbargemeinden zeigt | Valle de Lecrín |
| Provinz Málaga |                                             | Costa Granadina |

## Gemeinden
| Gemeinde                | Einwohner (2024) | Fläche km² | Dichte Einw./km² | Cod INE | Postleitzahl |
| ----------------------- | ---------------- | ---------- | ---------------- | ------- | ------------ |
| Agrón                   | 244              | 27,00      | 9                | 18001   | 18132        |
| Alhama de Granada       | 5.657            | 433,50     | 13               | 18013   | 18120, 18125 |
| Arenas del Rey          | 610              | 90,91      | 7                | 18020   | 18126        |
| Cacín                   | 537              | 39,60      | 14               | 18034   | 18129        |
| Chimeneas               | 1.242            | 90,33      | 14               | 18061   | 18329        |
| Escúzar                 | 845              | 46,39      | 18               | 18072   | 18130        |
| Fornes                  | 531              | 16,29      | 33               | 18077   | 18127        |
| Játar                   | 612              | 9,57       | 64               | 18106   | 18127        |
| Jayena                  | 989              | 79,51      | 12               | 18107   | 18127        |
| La Malahá               | 1.872            | 25,42      | 74               | 18126   | 18130        |
| Santa Cruz del Comercio | 515              | 16,89      | 30               | 18174   | 18129        |
| Ventas de Huelma        | 674              | 42,44      | 16               | 18185   | 18131        |
| Zafarraya               | 2.189            | 57,86      | 38               | 18192   | 18128        |
| Comarca Alhama          | 16.517           | 975,71     | 17               | –       | –            |

## Erdbeben 1884
Beim Erdbeben von Granada 1884 lag das Epizentrum in der heutigen Comarca. 
In Alhama de Granada gab es 463 Tote, das war damit die Stadt mit der absolut höchsten Opferzahl. Mehr als 70 % der Häuser sind eingestürzt.
Am stärksten betroffen war Arenas del Rey, hier starben 135 Menschen. Arenas del Rey und Zafarraya wurden damals vollständig zerstört.
1. ↑  Instituto Nacional de Estadística Municipal Register of Spain